# Lake City (Texas)
Lake City es un pueblo ubicado en el condado de San Patricio en el estado estadounidense de Texas. En el Censo de 2010 tenía una población de 509 habitantes y una densidad poblacional de 260,64 personas por km².

## Geografía
Lake City se encuentra ubicado en las coordenadas 28°4′59″N 97°52′57″O / 28.08306, -97.88250. Según la Oficina del Censo de los Estados Unidos, Lake City tiene una superficie total de 1.95 km², de la cual 1.89 km² corresponden a tierra firme y (3.32%) 0.06 km² es agua.

## Demografía
Según el censo de 2010, había 509 personas residiendo en Lake City. La densidad de población era de 260,64 hab./km². De los 509 habitantes, Lake City estaba compuesto por el 92.53% blancos, el 0.2% eran afroamericanos, el 0.59% eran amerindios, el 0% eran asiáticos, el 0% eran isleños del Pacífico, el 4.52% eran de otras razas y el 2.16% pertenecían a dos o más razas. Del total de la población el 35.95% eran hispanos o latinos de cualquier raza.